# 두 리벤지
"두 리벤지"(영어: Do Revenge)는 2022년 공개된 미국의 코미디 영화이다. 제니퍼 케이틴 로빈슨이 감독과 공동각본을 맡았다.